# ロジェ・デ・フラミンク

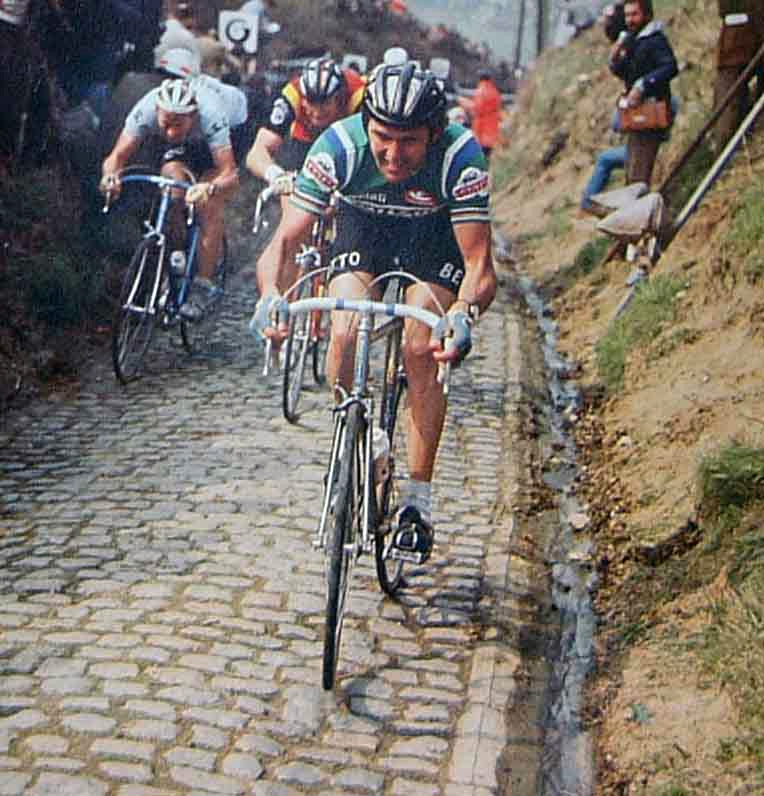
ロジェ・デフラミンク

ロジェ・デ・フラーミンク（Roger De Vlaeminck, 1947年8月24日 - ）はベルギーのオースト＝フランデレン州のエークロー出身。元自転車競技選手。兄はシクロクロス・世界自転車選手権プロ部門で6連覇を含む7度の優勝を果たしたことがあるエリック・デフラミンク。そして自身も1968年にアマチュア、1975年にプロでシクロクロス世界選手権を優勝している。

## 経歴
少年時代はサッカーに興じていたが、既にプロの自転車選手として活躍していた兄のエリックの影響を受け、1965年頃から自転車レースに出場するようになり多くの勝利を挙げる。アマチュア時代はロードレースの他シクロクロスでも活躍。とりわけ1968年の世界選手権において、プロはエリック、アマチュアはロジェがそれぞれ優勝を果たすという快挙を成し遂げる。また、この年に行われたメキシコオリンピックのロードレース代表としても出場を果たしている（18位）。
1969年にプロ転向。クラシックレースに限っていえば、同胞のエディ・メルクスの最大のライバルとも目された。とりわけパリ〜ルーベでは1972年、1974年、1975年、1977年と4回の優勝を果たした他、2位も4回経験している。また、パリ〜ルーベを含むモニュメントと称される5大クラシックレースにおいて全て優勝を果たしたが、5つ全て優勝した選手はメルクス、リック・ファン・ローイを含めて史上3人しかいない。
また、ティレーノ〜アドリアティコでは1972年から1977年まで6連覇を達成。現在UCIプロツアーの対象レースとなっているステージレースにおいて、6連覇以上の記録を果たしているのはロジェのこの記録と、ショーン・ケリーがパリ〜ニースで1982年から1988年まで7連覇を果たしているのみである。
とりわけ、1975年は大活躍の年となった。上記の通りシクロクロスの世界選手権を制覇したが、ロードレースの世界選手権においても、ハニー・クイパーに次いで2位に入る。しかしロードレースの世界選手権においてはこのときの順位が最高だった。一方、ロードレースにおいてこの他、上記のティレーノ〜アドリアティコ4連覇、パリ〜ルーベ連覇の他、ツール・ド・スイスでも総合優勝を飾るが、区間6勝というおまけつきであった。また、ジロ・デ・イタリアのポイント賞も受賞し（ジロにおけるポイント賞受賞は2年連続）、チューリッヒ選手権も制覇した。その後もコンスタントに第一線級の選手として活躍を続け、引退年となった1984年のブエルタ・ア・エスパーニャにおける区間優勝が最後の勝利となったが、プロ通算257勝をマークした。
引退後はシクロクロスの指導者となり、自国ベルギーのチームなどの他、ジンバブエチームのシクロクロス・アドバイザーも歴任。また、指導者と並行して評論家としても活動しているが、特に論評が厳しいことで有名で、とりわけ現在の傾向となりつつある一チーム内における複数のリーダー選手配置についてはかなり批判的だそうである。

## 主な実績
世界自転車選手権優勝
シクロクロス 1975
モニュメント優勝･･･通算11回
パリ〜ルーベ 1972・1974・1975・1977
リエージュ〜バストーニュ〜リエージュ 1970
ミラノ〜サンレモ 1973・1978・1979
ロンド・ファン・フラーンデレン 1977
ジロ・ディ・ロンバルディア 1974・1976
ステージレース優勝
ツール・ド・スイス 1975（総合優勝。6区間優勝）
ティレーノ〜アドリアティコ 1972・1973・1974・1975・1976・1977（6年連続総合優勝）
ツール・ド・フランス 1970 区間優勝
ジロ・デ・イタリア 1972・1979 区間優勝
ブエルタ・ア・エスパーニャ 1984 区間優勝
その他の主な実績
ジロ・デ・イタリア ポイント賞 1972・1974・1975
フレッシュ・ワロンヌ 優勝 1971
チューリッヒ選手権 優勝 1975
オムロープ・ヘット・フォルク 1969・1979 優勝
パリ〜ブリュッセル 優勝 1981
 ベルギー 国内選手権 優勝 1969・1981